# Kurt Thiim

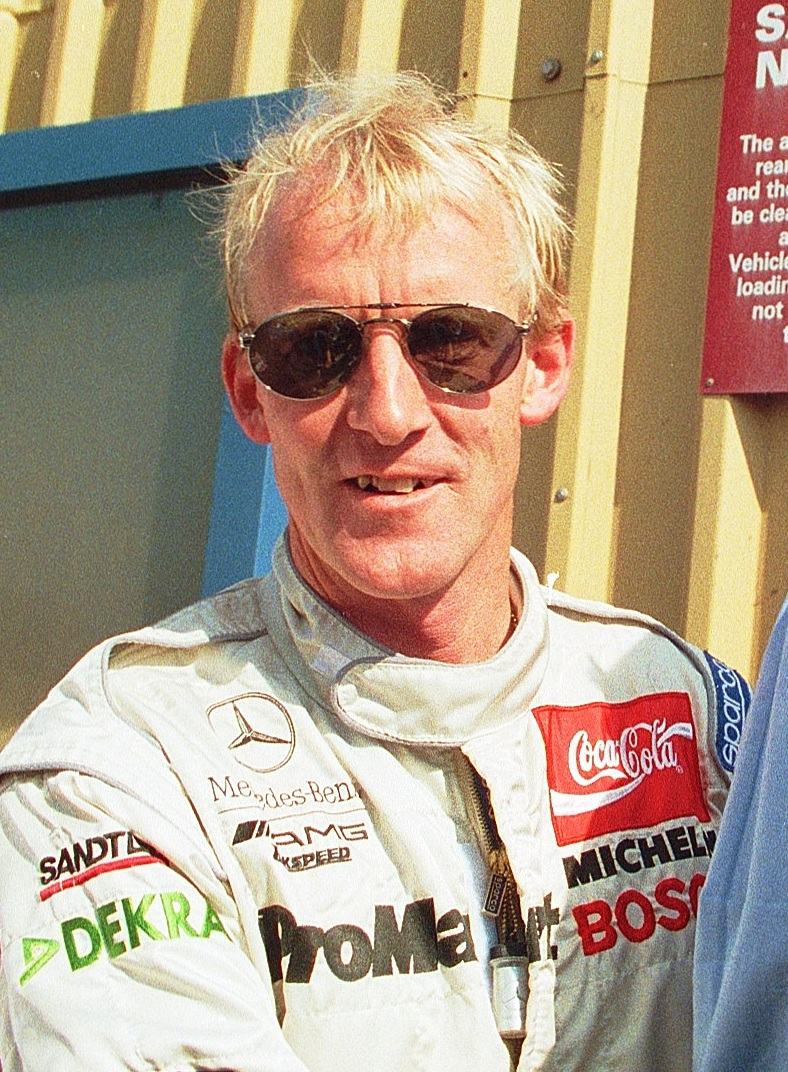
Kurt Thiim 1995

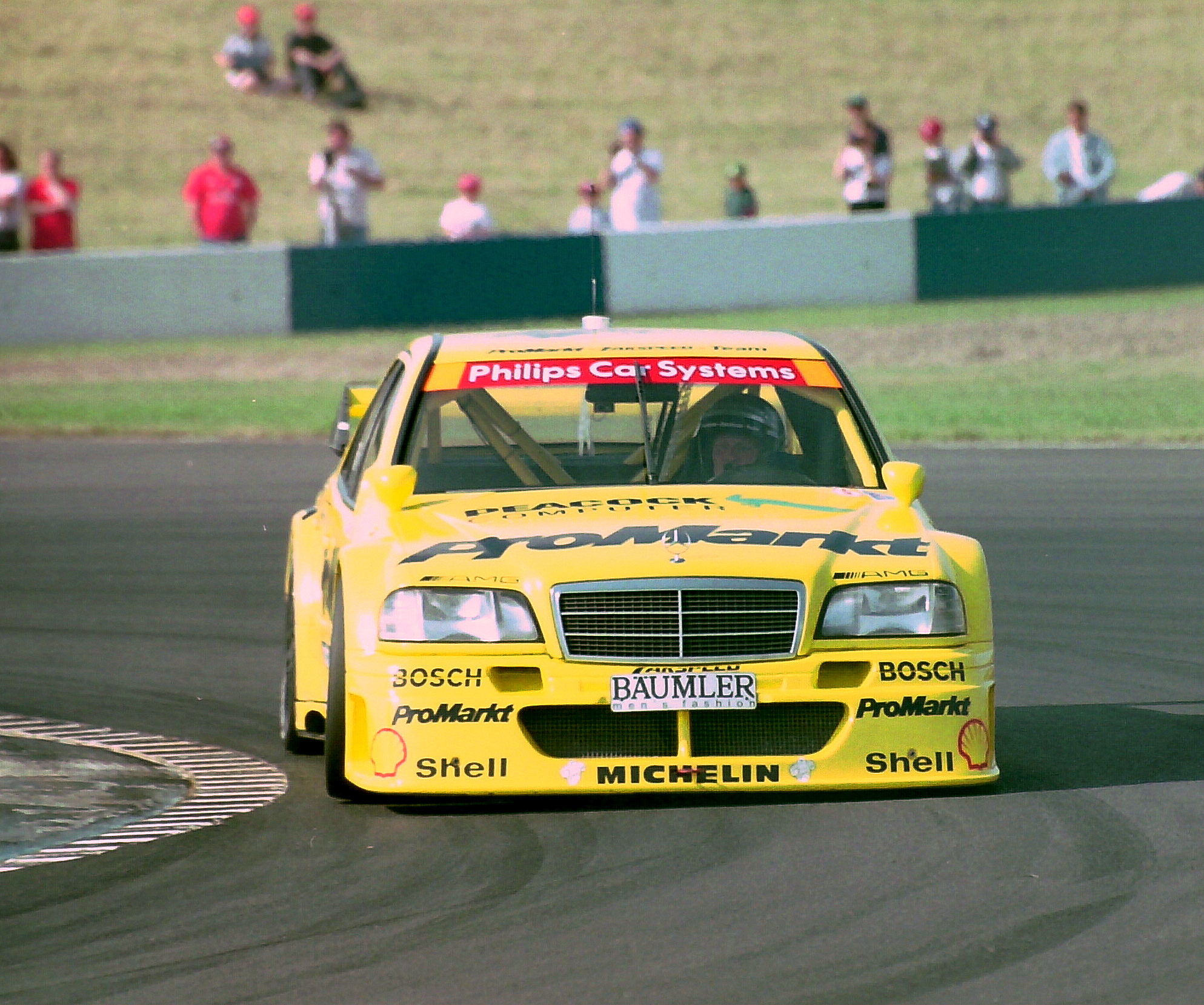
Kurt Thiim 1994 beim DTM-Rennen in Donington Park

Kurt Thiim (* 3. August 1958 in Vojens) ist ein ehemaliger dänischer Automobilrennfahrer.

## Karriere
Nach ersten Erfolgen im Kartsport wechselte Thiim 1978 in den Automobil-Rennsport. Über die Formel Ford stieg er schnell in die Formel Super Vau und die Formel 3 auf. Nach dem Titel des deutschen Formel-3-Meisters 1984 gelang ihm jedoch nicht der Sprung in höhere Formelklassen wie die Formel 3000 oder Formel 1.

### Tourenwagen
Thiim wechselte daher in den Tourenwagen-Sport. Bereits 1986 konnte er am Steuer eines Rover Vitesse die Deutsche Tourenwagen-Meisterschaft gewinnen. Zu dieser Zeit stellte die DTM überwiegend das Betätigungsfeld privater Tuner dar. Die großen Werksteams von Mercedes-Benz, BMW, Opel oder Alfa Romeo, die viele mit der DTM verbinden, waren zu dieser Zeit überwiegend noch nicht in der DTM aktiv. In den folgenden Jahren entwickelte sich die DTM allerdings rasant zu einer reinen Werksmeisterschaft. Kurt Thiim blieb während dieser Entwicklung als Fahrer aktiv und gehörte von 1988 bis 1996 zum Fahrerkader von Mercedes.
Nach dem Ende der DTM/ITC 1996 wechselte Thiim zunächst in den Super Tourenwagen Cup und fuhr dort einen Opel Vectra. Er beendete die Saison auf dem 18. Platz. Danach folgte ein Jahr in der Deutschen Tourenwagen Challenge für Brinkmann Motorsport. Dabei beendete Thiim einen der Meisterschaftsläufe auf dem Podium, während sein Teamkollege Thomas Winkelhock die Meisterschaft für sich entschied. Auch 1998 fuhr Thiim einen BMW 320i, jedoch wechselte er zu Schirmer Motorsport, bei denen er nicht an die Ergebnisse des Vorjahres anknüpfen konnte. Er startete in der V8-Star und nahm – zum Teil als Werksfahrer – in seiner dänischen Heimat an unterschiedlichen Meisterschaften teil.

### Langstreckenmeisterschaft
Bis heute startet Thiim regelmäßig in der BFGoodrich Langstreckenmeisterschaft auf dem Nürburgring. 2007 bestritt er für Nissan Europa mit einem Nissan 350Z das 24-Stunden-Rennen auf dem Nürburgring. Der Nissan wurde in einem Gemeinschaftsprojekt von RJN und der Zeitschrift Autozeitung/Powercar aufgebaut. Seine Kollegen waren beim 24-Stunden-Rennen Tim Schrick, Holger Eckhardt und Nicole Lüttecke. 2007 war Kurt Thiim auch wieder international im Renngeschehen vertreten. Mit dem Team Markland Racing startete Kurt Thiim in einer Corvette C6 in der GT2-Klasse der Le Mans Series. Jedoch verlief die Le-Mans-Series-Saison mit der neuentwickelten Corvette nur wenig erfolgreich. An der Seite ständig wechselnden Fahrern beendete er zwei von fünf Meisterschaftsläufen außerhalb der Punkteränge. Daneben fuhr er gelegentlich einen BMW 320si E90 des Teams Poulsen Motorsport in der Danish Touringcar Championship und betreute seinen Sohn Nicki. Dieser ist ebenfalls Rennfahrer und startete 2007 im Seat Leon Supercopa Cup in Deutschland und in der BFGoodrich Langstreckenmeisterschaft. Zurzeit fährt Thiim im Porsche Sports Cup Endurance zusammen mit Lars Kern für das Team Vogelgesang Motorsport.
Neben seiner Renntätigkeit war Thiim auch als Moderator unterschiedlicher Motorsportsendungen im Einsatz. So unterstützte er 1997 und 1998 das Deutsche Sportfernsehen bei der Übertragung der Deutschen Kartmeisterschaft. Zudem moderierte er 2005 das 24-Stunden-Rennen von Le Mans für das dänische Fernsehen.

## Statistik

### Karrierestationen
- 1974 Kartsport
- 1975 Dänischer Kart-Meister
- 1978 Formel Ford 1600: 3. Platz in der dänischen Meisterschaft
- 1979 Formel Super Vau: Skandinavischer Meister/Europäische Formel-3-Meisterschaft: 7. Platz
- 1981 Britische Formel-3-Meisterschaft/Europäische Formel-3-Meisterschaft
- 1982 Formel 3
- 1984 Europäische Formel-3-Meisterschaft mit Alfa Romeo
- 1986 Deutscher Tourenwagen-Meister mit Rover Vitesse, Tourenwagen-Europameisterschaft (Toyota), Porsche 944 Turbo Cup
- 1987 Deutsche Tourenwagen-Meisterschaft auf Alfa Romeo 75 Turbo
- 1988 Rückzug von Nickel und Alfa Romeo, Angebot von MK-Motorsport, Comeback beim Eifelrennen auf BMW M3, auf Anhieb Sieg, ab Saisonmitte Wechsel zu AMG-Mercedes in der Deutschen Tourenwagen-Meisterschaft auf Mercedes 190E 2.3-16
- 1989 DTM im AMG Mercedes 190E 2.5-16 Evolution: 4. Platz; (Teamkollege Klaus Ludwig)
- 1990 DTM im AMG Mercedes 190E 2.5-16 Evolution 2: 3. Platz; (Teamkollege Klaus Ludwig)
- 1991 DTM im AMG Mercedes 190E 2.5-16 Evolution 2: 8. Platz; (Teamkollegin Ellen Lohr)
- 1992 DTM im Diebels-Zakspeed-Team Mercedes 190E 2.5-16 Evolution 2: 2. Platz; (Teamkollege Roland Asch)
- 1993 DTM im Diebels-Zakspeed-Team Mercedes 190E 2.5-16 Evolution 2: 6. Platz; (Teamkollege Jörg van Ommen)
- 1994 DTM im Promarkt-Zakspeed-Team Mercedes C-Klasse: 5. Platz; (Teamkollege Jörg van Ommen)
- 1995 DTM im Promarkt-Zakspeed-Team Mercedes C-Klasse: 4. Platz Internationale Touring Car Series (ITC): 8. Platz; (Teamkollege Alexander Grau)
- 1996 DTM und ITC im AMG Mercedes C-Klasse: 18. Platz; (Teamkollege Jörg van Ommen)
- 1997 Einsätze im FIA-GT1-Cup mit Lotus Elise im MVR-Lotus-Team
- 1998 Diverse Einsätze beim Deutschen Veedol-Langstreckenpokal Nürburgring/24-h-Rennen Nürburgring im VW Golf 4 Kit Car der RSG Wolfsburg
- 1999 Veedol-Langstreckenpokal im BMW 325i von MK-Motorsport/24-h-Rennen Nürburgring im VW Golf 4 Kit Car, eingesetzt von New Yorker Racing by RSG Braunschweig
- 2000 Veedol-Langstreckenpokal im Scheid-Motorsport BMW M3 GTRS/24-h-Rennen Nürburgring im VW Golf 4 Kit Car, eingesetzt von New Yorker Racing by RSG Braunschweig/Spezial Tourenwagen Trophy im Mich-Team auf Mercedes 190E 2.5-16 Evolution 2: STT-Meister Division II und Gesamtsieg; (Teamkollege Jonas Nielsen)
- 2001 V8-Star Serie im Team SST-Engineering; (Teamkollege Tom Schwister): 6. Platz in der Gesamtwertung/Spezial Tourenwagen Trophy (STT) im Mich-Team auf Mercedes 190E 2.5 Evolution 2/24-h-Rennen Nürburgring im Porsche 996 GT3 des GM-Racing-Teams von Gerhard Müller
- 2002 V8-Star-Serie im Team SST-Engineering; (Teamkollege Steffen Widmann): 9. Platz in der Gesamtwertung/Dänische Tourenwagenmeisterschaft im Toyota Castrol Racing Team; (Teamkollege Henrik Lundgaard): 2. Platz in der Gesamtwertung/24-Stunden-Rennen auf dem Nürburgring im Porsche 996 GT3 des „Besaplast-Gate-Keeper“-Teams von Edgar Dören
- 2003 Dänische Tourenwagenmeisterschaft im Renault Megane von Renault Motorsport Dänemark: 7. Platz in der Gesamtwertung/V8-Star-Serie im MRS-Molitor-Racing Team: 13. Platz in der Gesamtwertung/Einsätze in der BF-Goodrich Langstreckenmeisterschaft auf dem Nürburgring/4 Einsätze im Porsche Carrera Cup mit dem MRS-PZM Team: 20. Platz in der Gesamtwertung
- 2004 Dänische Tourenwagenmeisterschaft im Renault Megane von Renault Motorsport: 8. Platz in der Gesamtwertung/BF-Goodrich Langstreckenmeisterschaft auf dem Nürburgring im Porsche 996 GT3 sowie im Volvo S60 des Mühlner Team/24-h-Rennen auf dem Nürburgring und 24-h-Rennen in Spa (B) im Porsche 911 GT3 des Mühlner Teams
- 2005 Dänische Gruppe N Meisterschaft (Yokohama-Cup) im Peugeot 206: Platz 5 in der Gesamtwertung/BF-Goodrich Langstreckenmeisterschaft auf dem Nürburgring im BMW M3 V8 des Doltate Motorsport Teams sowie im Mercedes 190E 2.5 Evolution 2 des Teams MD Sportwagen Mainz/Einsätze in der holländischen BRL-V6 Serie im Ford des G.A.G. Racing Teams: Platz 8 in der Gesamtwertung und Platz 11 in der Niederländischen Meisterschaftswertung/24-h-Rennen auf dem Nürburgring im V8 STAR Omega des Irmscher Teams/Mini Challenge mit dem Team Wiesmann/Luxemburger Meisterschaft auf einem Porsche 911 GT3
- 2006 Dänische Tourenwagen Challenge im BMW des Klostermann Racing Teams; Platz 15/BF-Goodrich Langstreckenmeisterschaft auf dem Nürburgring auf Porsche, BMW, Audi und Lamborghini/rhino's GT Series im V8 STAR des Swissracing Teams, EGT2 Klasse; Platz 1
- 2007 24-h-Rennen auf dem Dubai Autodrome (VAE) im Renault Clio RS von Martin Tschornia Motorsport
- 2008 24-h-Rennen auf dem Dubai Autodrome (VAE) im Nissan 350z GT4 des RJN Motorsport Teams/24-h-Rennen auf der Nürburgring Nordschleife im Nissan 350Z des RJN Motorsport Teams/BF-Goodrich Langstreckenmeisterschaft auf dem Nürburgring im Nissan 350 Z für Nissan Europa/Dänische Endurance Challenge im BMW des Klostermann Racing Teams (DK); Platz 1/Einsatz als technischer Berater des Poulsen Motorsport Teams (DK) in der WTCC und ETCC
- 2009 24-h-Rennen auf dem Dubai Autodrome (VAE) im Porsche 997 GT3 Cup des Besaplast Racing Teams; Platz 3

### Le-Mans-Ergebnisse
| Jahr | Team                 | Fahrzeug          | Teamkollege     | Teamkollege     | Platzierung | Ausfallgrund |
| ---- | -------------------- | ----------------- | --------------- | --------------- | ----------- | ------------ |
| 1991 | Team Sauber Mercedes | Mercedes-Benz C11 | Stanley Dickens | Jonathan Palmer | Ausfall     | Motorschaden |

### Einzelergebnisse in der Sportwagen-Weltmeisterschaft
| Saison | Team              | Rennwagen         | 1   | 2   | 3   | 4   | 5   | 6   | 7   | 8   |
| ------ | ----------------- | ----------------- | --- | --- | --- | --- | --- | --- | --- | --- |
| 1991   | Sauber Motorsport | Mercedes-Benz C11 | SUZ | MON | SIL | LEM | NÜR | MAG | MEX | AUT |
| 1991   | Sauber Motorsport | Mercedes-Benz C11 | DNF |     |     |     |     |     |     |     |